# Barbie - Squadra speciale
Barbie - Squadra speciale (Barbie: Spy Squad) è un film d'animazione del 2016 diretto da Michael Goguen e Conrad Helten, ed è il 32° film di Barbie.

## Trama
Tre amiche ginnaste diventano agenti segreti. La zia sotto copertura dà loro il compito di catturare una ladra che ruba gemme. Ce la faranno?

## Doppiaggio
| Personaggio          | Doppiatore originale | Doppiatore italiano |
| -------------------- | -------------------- | ------------------- |
| Barbie               | Erica Lindbeck       | Emanuela Pacotto    |
| Zia Chloe (Aunt Zoe) | Cathy Weseluck       | Renata Bertolas     |